# Kỳ, Hạc Bích
Kỳ (chữ Hán: 淇) là một huyện thuộc thành phố Hạc Bích, tỉnh Hà Nam, Trung Quốc. Kỳ nằm ở phía bắc của tỉnh, nằm ở bờ bắc Hoàng Hà. Tổng diện tích của huyện là 567,43348175 km², độ che phủ rừng đạt 21%. Tổng nhân khẩu năm 2002 là 260 nghìn người. Kinh đô Triều Ca của nhà Thương nằm trên địa bàn của huyện Kỳ, hiện vẫn còn lại "trích tinh đài", tương truyền là nơi Trụ Vương tự thiêu. Tên gọi của huyện có nguồn gốc từ sông Kỳ. Thời Xuân Thu-Chiến Quốc, huyện Kỳ thuộc nước Vệ, từng là đô thành của nước Vệ, thường xuất hiện trong Thi Kinh. Hiện nay là huyện nông nghiệp-công nghiệp nhẹ. Vào hạ chí, ánh nắng mặt trời kéo dài trong 14 giờ 35 phút; còn vào Đông chí, ánh nắng mặt trời chỉ kéo dài trong 9 giờ 44 phút. Nhiệt độ trung bình năm của huyện là 13,9 °C, lượng giáng thủy trung bình năm là 605,2 mm.